# Треска за злато
„Треска за злато“ (на английски: The Gold Rush) е американски пълнометражен игрален ням филм от 1925 г., режисиран, продуциран, написан и монтиран от Чарли Чаплин. Знаменитият кинематографист изпълнява главната роля, подкрепян от актьорите Мак Суейн и Джорджия Хейл. Също така участва в направата на саундтрака на лентата.
Историята се развива по време на златната треска в Юкон в края на 19 век. Героят на Чаплин е един от хилядите златотърсачи, търсещи богатства. Скитника завързва приятелство с открил златна мина авантюрист, а в малко градче открива любовта в лицето на своенравна танцьорка.
Филмът затвърждава майсторството на Чаплин в смесването на комичното и трагичното, балансирайки между слапстик комедията, пантомимата, социалната сатира и моментите на емоционална и драматична наситеност. Лентата остава в историята на киното с едни от най-запомнящите се моменти: сцената с гладните златотърсачи, които ядат сварена обувка; опитите на един от авантюристите да изяде Скитника, представяйки си че е голямо пиле; надвисналата над пропастта кабина и емблематичния за кариерата на Чаплин „танц на хлебчетата“. Знаменитият актьор казва, че това е „филмът, с който искам да бъда запомнен“.

## Сюжет
Внимание:  Текстът по-долу разкрива сюжета на произведението (или части от него)!
Златната треска в Клондайк. Хиляди мъже се насочват да търсят своя късмет сред ледовете на Аляска. Сред тях е и Самотния скитник, който попада в буря. Непохватният авантюрист се скрива в малка колиба. Оказва се, че в мизерната постройка се спотайва Блек Ларсън – престъпник, издирван от закона. Крадецът се опитва да се отърве от неканения гост. Довян от виелица, в колибата се появява неочаквано Джим Маккей, който е открил златна планина. Едрият мъж настоява Скитника да остане в бараката.
Скоро тримата мъже започва да ги мъчи глад. Хвърлен е жребий, Блек Ларсън да замине в бурята, за да намери храна. Отвън престъпник се натъква на полицаи, които застрелва. След това намира мината на Джим. Междувременно Скитникът и златотърсачът се борят с глада. Джим се нахвърля върху другаря си, мислейки че е пиле. В борбата им се намесва мечка, която случайно е убита – авантюристите са спасени от глада. След бурята златотърсачите се разделят. Джим отива в мината си, където го причаква Блек Ларсан. Двамата се вкопчват в двубой, в който едрият мъж е ранен. Престъпникът бяга с част от златото, но намира смъртта си между ледовете на снежната пустиня.
Скитникът пристига в града. Там на вечерна забава се влюбва в танцьорката Джорджия. Момичето е ухажвано от местния плейбой Джак. За да отблъсне досадния мъж, тя решава да танцува със Скитника. Джак предизвиква странника на двубой. Без да иска златотърсачът нокаутира своя съперник. Скитника е приютен от добродушен мъж на име Ханк. Когато заминава на дълга експедиция, Ханк поверява грижите на своя дом на странника. Златотърсачът кани Джоджия в къщата, за да отпразнува Новогодишната нощ. Жената обаче пристига късно.
Големият Джим, болен от амнезия, пристига в града. Той намира Скитника, който знае единствено къде е местоположението на мината му, предлага му да станат съдружница и да си поделят златото. Двамата пристигат отново в малката хижа. През вечерта леката постройка е отвеяна от вятъра. Сутринта авантюристите осъмват в барака, надвиснала на половина над пропаст. Мъжете се спасяват и се натъкват на златната мина на Джим, близо до пропастта.
Златотърсачите се превръщат в богаташи. Те се връщат с кораб за Съединените щати. Скитника се съгласява да сложи старите си дрехи за фотография. С това облекло, той се натъква на Джорджия, която пътува в същия кораб. Жената го мисли за пътник без билет и се опитва да го предпази от кондуктора. Скоро тя разбира, че странникът е станал богаташ и двамата се събират отново.

## Актьорски състав
| Актьор                  | Персонаж от филма             | Оригинално име                | Кратко описание                             |
| ----------------------- | ----------------------------- | ----------------------------- | ------------------------------------------- |
| Чарли Чаплин            | Скитника/Самотния златотърсач | The Tramp/The Lone Prospector | Скромен и непохватен златотърсач            |
| Джорджия Хейл           | Джорджия                      | Georgia                       | Своенравна танцьорка, възлюбена на Скитника |
| Мак Суейн               | Големия Джим Макий            | Big Jim McKay                 | Едър златотърсач, приятел на Скитника       |
| Том Мъри                | Блек Ларсън                   | Black Larsen                  | Коварен крадец и убец                       |
| Малкълм Уейт            | Джак Камерен                  | Jack Cameron                  | Прейбой, ухажор на Джорджия                 |
| Хенри Бергман           | Ханк Къртис                   | Hank Curtis                   | Добродушен собственик на вила.              |
| Стенли „Тайни“ Сандфорд | Човек на бара                 | Barman                        |                                             |

## Интересни факти
- Единствената няма комедия на Чаплин, която е снимана по готов сценарий.
- През един снимачен ден специално са наети 2500 скитника, които изиграват златотърсачите.
- Чаплин променя монтажа на филма 27 пъти, преди да достигне до окончателната версия.